# Sørkapp-Land
Sørkapp-Land ist der Name der südlichsten Halbinsel von Spitzbergen, der größten Insel Svalbards. Der Name kommt vom gleichnamigen Sørkapp (norwegisch für Südkap), dem Kap an der äußersten Südspitze Spitzbergens – wobei Sørkapp selbst allerdings auf der vorgelagerten Insel Sørkappøya liegt.
Das unbewohnte Land wird im Norden durch den Hornsund begrenzt, einen ca. 25 Kilometer langen Einschnitt in die Westküste Spitzbergens. An der Ostküste liegt die rund 5 Kilometer ins Land reichende Bucht Hambergbukta. Die 15 Kilometer breite Anbindung der Halbinsel im Norden wird durch die Gletscher Hornbreen und Hambergbreen markiert. Nördlich des Sundes liegt Wedel-Jarlsberg-Land, nördlich der beiden Gletscher Torell-Land. Die nächstgelegene menschliche Ansiedlung ist die polnische Station gegenüber am Hornsund, mit einer ständigen Besatzung von 10 Forschern.
Das Sørkapp markiert die Grenze zwischen der Barentssee im Osten und Südosten, dem Europäischen Nordmeer im Südwesten und der Grönlandsee im Nordwesten.
Die Halbinsel gehört vollständig zum Sør-Spitsbergen-Nationalpark (1 auf der Karte) und bildet etwa dessen südliches Drittel. Der größere Nordteil des Nationalparks wird vom Wedel-Jarlsberg-Land sowie vom Torrell-Land eingenommen.

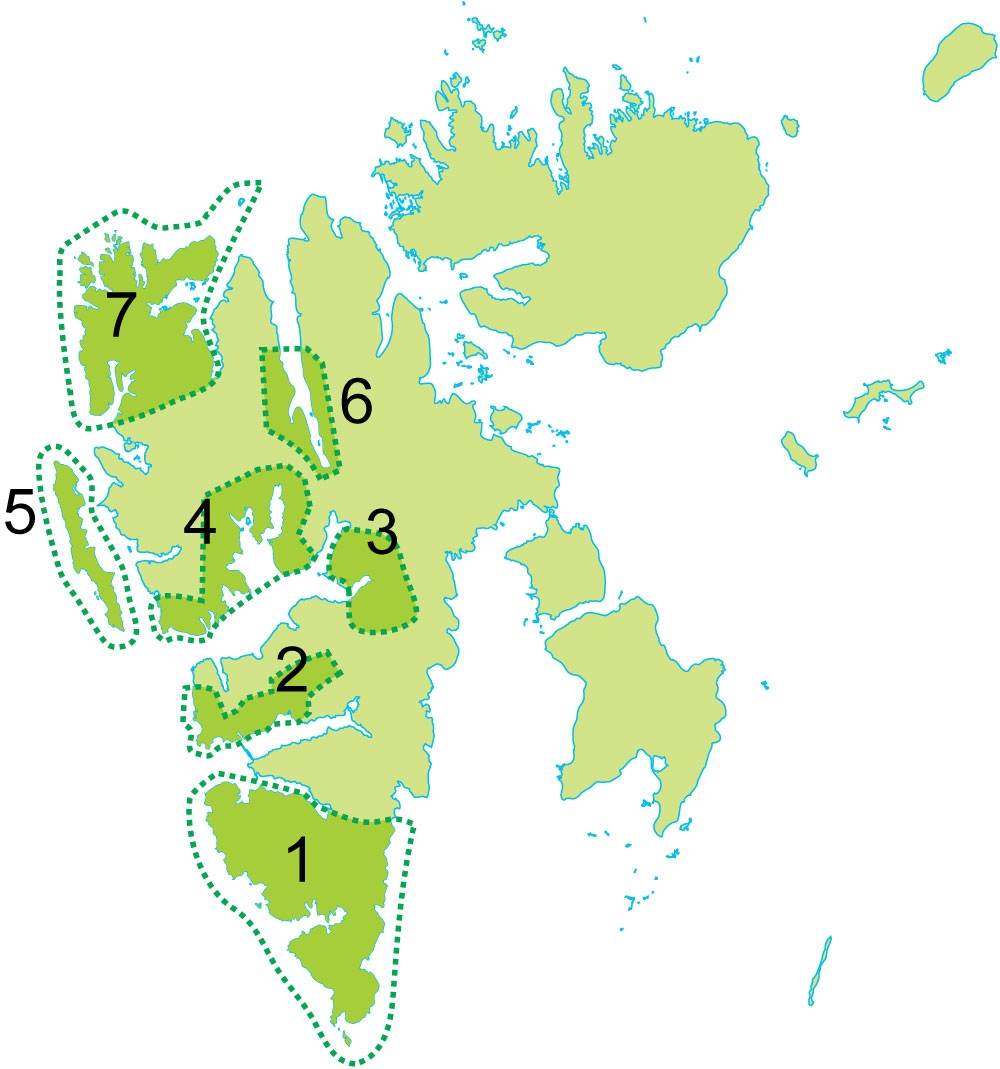
Nationalparks in Svalbard